# النظام الجيوديسي العالمي
النظام الجيوديسي العالمي (بالإنجليزية: World Geodetic System)‏ ويختصر (WGS) هو معيار مستخدم في علم الخرائط، وعلم شكل الأرض ومساحتها، والملاحة بما فيها نظام التموضع العالمي.

## طالع أيضًا
- وسم جغرافي
- نظام إسقاط ميركاتور المستعرض العالمي (UTM)